# Forza Italia
Forza Italia (FI) (italienska för ’Framåt Italien’) var ett konservativt politiskt parti i Italien med högkvarter i Rom. Partiledare var Silvio Berlusconi, som var Italiens konseljpresident efter valet 2004. Berlusconis koalition förlorade dock parlamentsvalet i april 2006 mot Romano Prodis Olivträdsalliansen. Efter valet i april 2008 tillträdde han återigen regeringschefsposten.
Partiet grundades av den tidigare nämnde pertiledaren jämte Antonio Martino, Mario Valducci, Antonio Tajani, Marcello Dell'Utri, Cesare Previti och Giuliano Urbani. Som alla italienska partier, utom kommunisterna, hade Forza Italia ett nära band till katolska kyrkan men partiet hade även många icke-katolska medlemmar. Partiet gav ofta sina parlamentsledamöter rätt att rösta som de behagar i moraliska frågor, som exempel kan nämnas stamcellsforskning. Partiet var delat och olika grupper stred internt. Bland dem kan nämnas: kristdemokrater, socialdemokrater, centerliberaler och liberaler. Partiets interna demokrati ifrågasattes.
Forza Italia var det ledande partiet i valallianser som Frihetens hus och Frihetens folk. Partiet upphörde den 27 mars 2009 för att istället ingå i det nya partiet Frihetens folk tillsammans med Nationella alliansen.

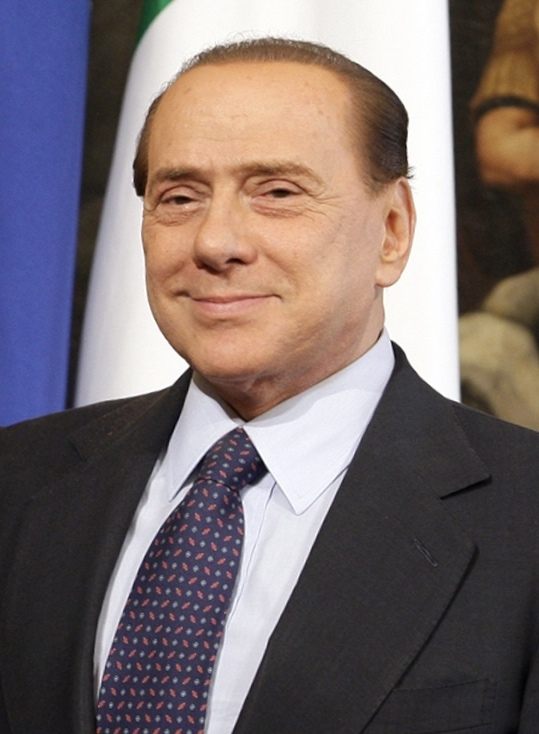
Silvio Berlusconi som ledde Forza Italia